# Atletica leggera ai XVII Giochi panamericani
L'atletica leggera ai XVII Giochi panamericani si è svolta al Pan Am and Parapan Am Athletics Stadium di Toronto, in Canada, situato nel campus della York University. Le gare di maratona e di marcia si sono svolte invece nel circuito provvisorio situato attorno all'Ontario Place West Channel. La prima gara in programma è stata la maratona femminile, il 18 luglio, l'ultima giornata di gare era invece prevista per il 25 luglio. Le gare in programma erano le stesse del programma olimpico, 24 per gli uomini e 23 per le donne, che non disputano la 50 km di marcia.

## Risultati

### Uomini
| Evento | Oro                                                                       | Prest.   | Argento                                                                           | Prest.   | Bronzo                                                                                 | Prest.   |
| Corse piane |                                                                           |          |                                                                                   |          |                                                                                        |          |
| 100 metri | Andre De Grasse                                                           | 10"05    | Ramon Gittens                                                                     | 10"07    | Antoine Adams                                                                          | 10"09    |
| 200 metri | Andre De Grasse                                                           | 19"88    | Rasheed Dwyer                                                                     | 19"90    | Alonso Edward                                                                          | 19"90    |
| 400 metri | Luguelín Santos                                                           | 44"56    | Machel Cedenio                                                                    | 44"70    | Kyle Clemons                                                                           | 44"84    |
| 800 metri | Clayton Murphy                                                            | 1'47"19  | Rafith Rodríguez                                                                  | 1'47"23  | Ryan Martin                                                                            | 1'47"73  |
| 1500 metri | Andrew Wheating                                                           | 3'41"41  | Nathan Brannen                                                                    | 3'41"66  | Charles Philibert-Thiboutot                                                            | 3'41"79  |
| 5000 metri | Juan Luis Barrios                                                         | 13'46"47 | David Torrence                                                                    | 13'46"60 | Víctor Aravena                                                                         | 13'46"94 |
| 10000 metri | Mohammed Ahmed                                                            | 28'49"96 | Aron Rono                                                                         | 28'50"83 | Juan Luis Barrios                                                                      | 28'51"57 |
| 3000 siepi | Matthew Hughes                                                            | 8'32"18  | Alex Genest                                                                       | 8'33"83  | Cory Leslie                                                                            | 8'36"83  |
| Corse ad ostacoli |                                                                           |          |                                                                                   |          |                                                                                        |          |
| 110 metri ostacoli | David Oliver                                                              | 13"07    | Mikel Thomas                                                                      | 13"17    | Shane Brathwaite                                                                       | 13"21    |
| 400 metri ostacoli | Jeffery Gibson                                                            | 48"51    | Javier Culson                                                                     | 48"67    | Roxroy Cato                                                                            | 48"72    |
| Staffette |                                                                           |          |                                                                                   |          |                                                                                        |          |
| 4x100 metri | Stati Uniti BeeJay Lee Wallace Spearmon Kendal Williams Remontay McClain  | 38"27    | Brasile Gustavo dos Santos Vítor Hugo dos Santos Bruno de Barros Aldemir da Silva | 38"68    | Trinidad e Tobago Rondel Sorrillo Keston Bledman Emmanuel Callender Dan-Neil Telesford | 38"69    |
| 4x400 metri | Trinidad e Tobago Renny Quow Jarrin Solomon Emanuel Mayers Machel Cedenio | 2'59"60  | Cuba William Collazo Adrián Chacón Osmaidel Pellicier Yoandys Lescay              | 2'59"84  | Stati Uniti Kyle Clemons James Harris Marcus Chambers Kerron Clement                   | 3'00"21  |
| Concorsi |                                                                           |          |                                                                                   |          |                                                                                        |          |
| Salto in alto | Derek Drouin                                                              | 2,37 m   | Michael Mason                                                                     | 2,31 m   | Donald Thomas                                                                          | 2,28 m   |
| Salto in lungo | Jeff Henderson                                                            | 8,54 m   | Marquise Goodwin                                                                  | 8,27 m   | Emiliano Lasa                                                                          | 8,17 m   |
| Salto triplo | Pedro Pablo Pichardo                                                      | 17,54 m  | Leevan Sands                                                                      | 16,99 m  | Ernesto Revé                                                                           | 16,94 m  |
| Salto con l'asta | Shawnacy Barber                                                           | 5,80 m = | Germán Chiaraviglio                                                               | 5,75 m   | Mark Hollis Jacob Blankenship                                                          | 5,40 m   |
| Getto del peso | O'Dayne Richards                                                          | 21,69 m  | Tim Nedow                                                                         | 20,53 m  | Germán Lauro                                                                           | 20,24 m  |
| Lancio del disco | Fedrick Dacres                                                            | 64,80 m  | Ronald Julião                                                                     | 64,65 m  | Russ Winger                                                                            | 62,64 m  |
| Lancio del martello | Kibwe Johnson                                                             | 75,46 m  | Roberto Janet                                                                     | 74,78 m  | Conor McCullough                                                                       | 73,74 m  |
| Lancio del giavellotto | Keshorn Walcott                                                           | 83,27 m  | Riley Dolezal                                                                     | 81,62 m  | Júlio César de Oliveira                                                                | 80,94 m  |
| Prove su strada |                                                                           |          |                                                                                   |          |                                                                                        |          |
| Maratona | Richer Pérez                                                              | 2h17'04" | Raúl Pacheco                                                                      | 2h17'13" | Mariano Mastromarino                                                                   | 2h17'46" |
| 20 km marcia | Evan Dunfee                                                               | 1h23'06" | Iñaki Gómez                                                                       | 1h24'25" | Caio Bonfim                                                                            | 1h24'43" |
| 50 km marcia | Andrés Chocho                                                             | 3h50'13" | Erick Barrondo                                                                    | 3h55'57" | Horacio Nava                                                                           | 3h57'28" |
| Prove multiple |                                                                           |          |                                                                                   |          |                                                                                        |          |
| Decathlon | Damian Warner                                                             | 8659 p.  | Kurt Felix                                                                        | 8269 p.  | Luiz Alberto de Araújo                                                                 | 8179 p.  |
| record mondiale; record mondiale stagionale; record nord-centroamericano e caraibico; record sudamericano; record dei Giochi panamericani; record nazionale; record personale; record personale stagionale. |                                                                           |          |                                                                                   |          |                                                                                        |          |

### Donne
| Evento | Oro                                                                         | Prest.   | Argento                                                                         | Prest.   | Bronzo                                                                     | Prest.   |
| Corse piane |                                                                             |          |                                                                                 |          |                                                                            |          |
| 100 metri | Sherone Simpson                                                             | 10"95    | Ángela Tenorio                                                                  | 10"99    | Barbara Pierre                                                             | 11"01    |
| 200 metri | Kaylin Whitney                                                              | 22"65    | Kyra Jefferson                                                                  | 22"72    | Simone Facey                                                               | 22"74    |
| 400 metri | Kendall Baisden                                                             | 51"27    | Shakima Wimbley                                                                 | 51"36    | Kineke Alexander                                                           | 51"50    |
| 800 metri | Melissa Bishop                                                              | 1'59"62  | Alysia Montaño                                                                  | 1'59"76  | Flavia Maria De Lima                                                       | 2'00"40  |
| 1500 metri | Muriel Coneo                                                                | 4'09"05  | Nicole Sifuentes                                                                | 4'09"13  | Sasha Gollish                                                              | 4'10"11  |
| 5000 metri | Juliana dos Santos                                                          | 15'45"97 | Brenda Flores                                                                   | 15'47"19 | Kellyn Taylor                                                              | 15'52"78 |
| 10000 metri | Brenda Flores                                                               | 32'41"33 | Desiree Davila                                                                  | 32'43"99 | Lanni Marchant                                                             | 32'46"03 |
| 3000 siepi | Ashley Higginson                                                            | 9'48"12  | Shalaya Kipp                                                                    | 9'49"96  | Geneviève Lalonde                                                          | 9'53"03  |
| Corse ad ostacoli |                                                                             |          |                                                                                 |          |                                                                            |          |
| 100 metri ostacoli | Queen Harrison                                                              | 12"52    | Tenaya Jones                                                                    | 12"84    | Nikkita Holder                                                             | 12"85    |
| 400 metri ostacoli | Shamier Little                                                              | 55"50    | Sarah Wells                                                                     | 56"17    | Déborah Rodríguez                                                          | 56"41    |
| Staffette |                                                                             |          |                                                                                 |          |                                                                            |          |
| 4x100 metri | Stati Uniti Barbara Pierre LaKeisha Lawson Morolake Akinosun Kaylin Whitney | 42"58    | Giamaica Samantha Henry-Robinson Kerron Stewart Schillonie Calvert Simone Facey | 42"68    | Canada Crystal Emmanuel Kimberly Hyacinthe Jellisa Westney Khamica Bingham | 43"00    |
| 4x400 metri | Stati Uniti Shamier Little Kyra Jefferson Shakima Wimbley Kendall Baisden   | 3'25"68  | Giamaica Anastasia Le-Roy Verone Chambers Crisann Gordon Bobbygaye Wilkins      | 3'27"27  | Canada Brianne Theisen-Eaton Taylor Sharpe Sage Watson Sarah Wells         | 3'27"74  |
| Concorsi |                                                                             |          |                                                                                 |          |                                                                            |          |
| Salto in alto | Levern Spencer                                                              | 1,94 m   | Priscilla Frederick                                                             | 1,91 m   | Akela Jones                                                                | 1,91 m   |
| Salto in lungo | Christabel Nettey                                                           | 6,90 m   | Bianca Stuart                                                                   | 6,69 m   | Sha'Keela Saunders                                                         | 6,66 m   |
| Salto triplo | Caterine Ibargüen                                                           | 15,08 m  | Keila Costa                                                                     | 14,50 m  | Yosiry Urrutia                                                             | 14,38 m  |
| Salto con l'asta | Yarisley Silva                                                              | 4,85 m   | Fabiana Murer                                                                   | 4,80 m   | Jennifer Suhr                                                              | 4,60 m   |
| Getto del peso | Cleopatra Borel                                                             | 18,67 m  | Jillian Camarena-Williams                                                       | 18,65 m  | Natalia Duco                                                               | 18,01 m  |
| Lancio del disco | Denia Caballero                                                             | 65,39 m  | Yaime Pérez                                                                     | 64,99 m  | Gia Lewis-Smallwood                                                        | 61,26 m  |
| Lancio del martello | Rosa Rodríguez                                                              | 71,61 m  | Amber Campbell                                                                  | 71,22 m  | Sultana Frizell                                                            | 69,51 m  |
| Lancio del giavellotto | Elizabeth Gleadle                                                           | 62,83 m  | Kara Winger                                                                     | 61,44 m  | Jucilene de Lima                                                           | 60,42 m  |
| Prove su strada |                                                                             |          |                                                                                 |          |                                                                            |          |
| Maratona | Adriana da Silva                                                            | 2h35'40" | Lindsay Flanagan                                                                | 2h36'30" | Rachel Hannah                                                              | 2h41'06" |
| 20 km marcia | María Guadalupe González                                                    | 1h29'24" | Erica de Sena                                                                   | 1h30'08" | Paola Pérez                                                                | 1h31'53" |
| Prove multiple |                                                                             |          |                                                                                 |          |                                                                            |          |
| Eptathlon | Yorgelis Rodríguez                                                          | 6332 p.  | Heather Miller                                                                  | 6178 p.  | Vanessa Spínola                                                            | 6035 p.  |
| record mondiale; record mondiale stagionale; record nord-centroamericano e caraibico; record sudamericano; record dei Giochi panamericani; record nazionale; record personale; record personale stagionale. |                                                                             |          |                                                                                 |          |                                                                            |          |

## Medagliere
| Posiz. | Nazione                   | Oro | Argento | Bronzo | Totale |
| ------ | ------------------------- | --- | ------- | ------ | ------ |
| 1      | Stati Uniti               | 13  | 14      | 14     | 41     |
| 2      | Canada                    | 11  | 7       | 8      | 26     |
| 3      | Cuba                      | 5   | 3       | 1      | 9      |
| 4      | Giamaica                  | 3   | 3       | 2      | 8      |
| 5      | Trinidad e Tobago         | 3   | 2       | 1      | 6      |
| 6      | Messico                   | 3   | 1       | 2      | 6      |
| 7      | Colombia                  | 3   | 2       | 1      | 6      |
| 8      | Brasile                   | 1   | 6       | 6      | 13     |
| 9      | Bahamas                   | 1   | 2       | 1      | 4      |
| 10     | Ecuador                   | -   | 1       | 1      | 1      |
| 11     | Perù                      | 1   | 1       | -      | 2      |
| 12     | Rep. Dominicana           | 1   | -       | -      | 1      |
|        | Saint Lucia               | 1   | -       | -      | 1      |
|        | Venezuela                 | 1   | -       | -      | 1      |
| 15     | Argentina                 | -   | 1       | 2      | 2      |
|        | Germania Ovest            | -   | 1       | 2      | 3      |
| 17     | Antigua e Barbuda         | -   | 1       | -      | 1      |
|        | Guatemala                 | -   | 1       | -      | 1      |
|        | Grenada                   | -   | 1       | -      | 1      |
|        | Porto Rico                | -   | 1       | -      | 1      |
| 21     | Uruguay                   | -   | -       | 2      | 2      |
|        | Cile                      | -   | -       | 2      | 2      |
| 23     | Panama                    | -   | -       | 1      | 1      |
|        | Saint Kitts e Nevis       | -   | -       | 1      | 1      |
|        | Saint Vincent e Grenadine | -   | -       | 1      | 1      |
| TOTALE | TOTALE                    | 47  | 47      | 48     | 142    |